# Kunle Adejuyigbe
Kunle Adejuyigbe, född den 8 augusti 1977, är en nigeriansk före detta friidrottare som tävlade i kortdistanslöpning.
Adejuyigbes främsta merit är att han tillsammans med Udeme Ekpeyong, Jude Monye och Sunday Bada ingick i Nigerias stafettlag på 4 x 400 meter som slutade trea vid VM 1995 i Göteborg.